# Rolf Donath
Rolf Donath (* 24. Januar 1929 in Halle (Saale); † 19. Juni 2017) war ein deutscher Sportmediziner und Leichtathlet.

## Leben

### Berufliches Wirken
Der Sohn eines Polizisten erlernte ab 1948 den Beruf des Buchhalters und war hernach beim Finanzamt als Steuerprüfer tätig. Von 1950 bis 1954 war er Angestellter seiner Heimatstadt Halle.
Donath studierte Medizin an der Martin-Luther-Universität Halle-Wittenberg, 1965 schloss er in Halle seine Doktorarbeit zum Thema Die Beziehungen des absoluten und relativen Herzvolumens sowie der maximalen Sauerstoffaufnahme zur Herzschlagfrequenz, dem Blutdruck, der Sauerstoffaufnahme und dem Sauerstoffpuls bei einer steadystate-Belastung von 225 Watt ab. Ab 1966 hatte er am Sportmedizinischen Rehabilitationszentrum Kreischa eine Stelle als Assistenzarzt inne. Ab 1975 gehörte er dem Ärzteausschuss des Deutschen Verbands für Leichtathletik der DDR an. Zwischen 1980 und 1990 war Donath Ärztlicher Direktor des Zentralinstituts des Sportmedizinischen Dienstes (SMD) in Kreischa. Nach Einschätzung des Dopingaufklärers Werner Franke hatte das SMD „eine besondere Funktion im Dopingsystem der DDR“.
Donath befasste sich in seiner wissenschaftlichen Arbeit unter anderem mit dem Zusammenhang von Ernährung und körperlicher Leistungsfähigkeit, mit Höhentraining und mehreren Gesichtspunkten von Ausdauerleistung. In sportpraktischer Arbeit verfasste er Schriften über Lauftraining-, -technik und -taktik in der Leichtathletik.
Donath sprach sich im Februar 1990 und damit noch vor der Vereinigung der beiden deutschen Staaten für eine „baldige Bildung von gesamtdeutschen Olympiamannschaften“ aus. Ebenfalls im Februar 1990 machte Donath in der Öffentlichkeit die sich in Kienbaum betriebene, zuvor geheimgehaltene unterirdische Trainingsstätte zur Nachahmung von Höhentraining bekannt.

### Leichtathlet und Trainer
Als Leichtathlet gewann der für den Verein Einheit Mitte Halle antretende Donath 1951 über die 1500-Meter-Strecke und 1952 über die 800-Meter-Strecke die DDR-Meisterschaft. Mit der 3-mal-1000-Meter-Staffel von Einheit Mitte Halle gewann Donath 1953 ebenfalls den Meistertitel. 1953 erreichte er bei der DDR-Meisterschaft über 800 Meter den zweiten Platz.
Er verbesserte 1951 zweimal und 1952 erneut den DDR-Rekord über die 800 Meter. Donath bestritt Länderkämpfe für die DDR und war 1951 Teilnehmer der Akademischen Weltspiele. 1954 und 1955 durchlief er einen Trainerlehrgang an der Deutschen Hochschule für Körperkultur, war hernach als Trainer beim SC Chemie Halle-Leuna tätig.
Donath heiratete 1953 die Leichtathletin Ursula Jurewitz, die er ab 1957 auch als Trainer betreute.